# Jerónimo de Quero
Jerónimo de Quero (15?? - 11 de marzo de 1635) fue un militar y político español, originario de Jaén, Andalucía, España, gobernador y Capitán General de Cuba (1619) y de Yucatán (1633 a 1635), nombrado por el rey Felipe IV de España. Falleció ejerciendo su cargo de gobernador en Mérida, Capitanía General de Yucatán, Nueva España.

## Datos biográficos e históricos
Jerónimo de Quero tuvo una carrera militar al servicio del rey de España. Fue sargento mayor en la plaza de La Habana en 1608. Alcalde del castillo del Morro en 1609. Gobernador interino de Cuba en 1619 y gobernador de Santa Marta, Nueva Granada, en 1623. Perteneció a la orden de Santiago. Fue nombrado gobernador de Yucatán por el rey estando en Madrid el 27 de noviembre de 1632. Desembarcó en el puerto de Dzilam para tomar posesión de su cargo en la península de Yucatán el 16 de agosto de 1633.
El día anterior a su arribo al puerto de Dzilam, el puerto había sido atacado y saqueado por los piratas que desde entonces asolaban los litorales de la península de Yucatán. Eso motivó que al día siguiente de su toma de posesión, ya en Mérida, la capital de la provincia, tomara medidas en contra de una eventual visita de los corsarios y reforzó la defensa de la ciudad.
Quero siguió juicio de residencia, por instrucciones del rey, a los dos gobernadores que lo habían precedido en el cargo: Fernando Centeno Maldonado y Juan de Vargas Machuca.
Durante su breve mandato se le reconoció su dedicación a la administración de la región, su seriedad en el manejo de los asuntos públicos y su benevolencia hacia los indígenas mayas. Exigió, en este sentido, que se pagase justamente el trabajo de los naturales, no se tuviera hacia ellos una actitud expoliadora e incluso que se incrementara significativamente el monto de la paga por ciertas tareas que eran realizadas por ellos.
Antes de cumplir dos años en su gestión se vio afectado por una angina de pecho que le llevó a la muerte el 11 de marzo de 1635,
haciéndose cargo temporalmente de la administración pública los alcaldes de las principales ciudades, como ya estaba previsto por edicto real.
Ante la noticia de su muerte, Fernando Centeno Maldonado, quien se encontraba en el puerto de Campeche, solicitó de inmediato al virrey que le fuese concedido regresar interinamente a la gubernatura de Yucatán mientras el rey hacia el nombramiento definitivo del sucesor. El virrey, Rodrigo Pacheco y Osorio, marqués de Cerralbo, otorgó nuevamente el mandato a Centeno Maldonado, a pesar de su no muy buena fama pública. Asumió este el mando político de nueva cuenta en la península en el mes de junio del mismo año de 1635.